# Farman F.270
Le Farman F.270 était un prototype de bombardier-torpilleur français, conçu par Farman pour l'Armée de l'air française.